# 蔣向榮
蔣向榮（？—1627年），字澹心，號景華，湖广永州府零陵县側塘人。

## 生平
万历四十年（1612年）壬子科湖广乡试第三十名举人，四十七年（1619年）己未科進士，礼部觀政，授北直隶大名县知县，興學校，課農桑，捐除煩苛，夙弊一清。在任三載，天啓二年（1622年）調繁南乐县，因禱雨而得足疾，人称蔣公雨。得都御史左光斗举荐，以治行第一，天啓五年行取考选，擢授吏部验封司主事，調考功司，轉文選司，遷驗封員外郎，六年升稽勛司郎中。御史吳裕中因得罪閹党受廷杖病重，將六百金托付他轉交其母，吴死后，向榮將錢交付其家，并为其经理后事。因嘆邪正不容兩立，天啓六年屢次上疏，始得告假歸鄉。魏忠贤被诛杀后，朝中準備讓向榮繼續任職吏部，但他已经去世了。著作有《藥房集》。

## 家族
曾祖蔣廷相，選貢。祖父蔣如柏，字子直，幼年失怙，苦学食餼于庠，事母至孝，五鼓问安，三冬温被，朝夕色养，廪禄付之母帷，毫无货财妻子之念，训诲诸弟皆成立。父蒋遇春，举明經，官汝宁府儒學教授。兄蒋向上，字自达，年十二善属文，为司李林汝诏所赏识，游于庠。工举子业，欲鳴躍于世，而数奇不偶，弃去入国学，里居教子，子三本、滋本、昇本皆诸生。
蔣向榮有四子：本隆、本昌、本大，皆為庠生；季子蒋本生，字湘生，一字宇臣。康熙二年癸卯举人。